# 施泰因多夫
施泰因多夫是德国巴伐利亚州的一个市镇。总面积16.20平方公里，总人口880人，其中男性458人，女性422人（2011年12月31日），人口密度54人/平方公里。